# Піддубний Іван Трохимович
Іван Трохимович Піддубний (14 листопада 1896 року, слобода Липці, Харківського повіту, Харківської губернії, Російської імперії — 30 вересня 1985 року, США) — український військовий, один з основоположників Української Революційно-Демократичної Партії, суспільно-політичний діяч, почесний член УРДП, автор спогадів, інженер-агроном, науковець, журналіст. Хорунжий Армії УНР.

## Життєпис
Іван Піддубний народився 14 листопада 1896 року в слободі Липці, Харківського повіту, Харківської губернії в сім'ї Трохима Піддубного та його дружини Василини.
Навчався в сільській школі, а згодом у селі Одноробівка (тепер Золочівського району, Харківської області) у Нижній сільськогосподарсько-ремісничій школі І-го розряду.

### В російській армії
15 вересня 1915 року був мобілізований до російської армії, в 20-й піхотний запасний полк РІА, а в кінці 1916 року мав бути відряджений у школу прапорщиків у місті Гатчина біля Петрограду (тепер Санкт-Петербург), але згодом був направлений до міста Пскова. В анкеті зазначав, що 1-го травня 1917 року закінчив Псковську школу прапорщиків.

### Армія УНР
В українській армії з серпня 1917 року, вступив до 1-го запасного полку в Києві, де прослужив до грудня того ж року, спочатку, як півсотенний, а далі, як заступник командира охорони Києво-Печерської лаври. У грудні 1917 року дістав відрядження до Українського полку в Харкові, але там застав большевиків і, не маючи змоги повернутись до української частини, залишився в Харкові до осені 1918 року. На заклик Головного Отамана Симона Петлюри (листопад 1918 року) вступив до Харківського Слобідського Коша. У складі Коша перебував аж до його переформування в серпні 1919 року в 24-й полк ім. Петра Сагайдачного.
У листопаді 1919 року в бою з денікінцями біля міста Н. Ушиця потрапив у полон разом із цілим загоном. Назвавшись рядовим солдатом, був відправлений у розпорядження свого (Харківського) повітового військового начальника. В той час Харків перебував без влади (наступали більшовики) і Піддубний мав можливість не йти до білих у військо.
Брав участь у боях, у складі Харківського Слобідського Коша в районах Вапнярки, Жмеринки, Христинівки; бій у Полтаві на привокзальній площі в кінці грудня 1918 року; бій біля Тирасполя у квітні 1919 року; в наступі на Київ 31 серпня 1919 року (ночував у Києві); в боях з денікінцями в складі 24-го полку ім. гетьмана П. Сагайдачного (осінь 1919 року) на південному Поділлі.
Нагороджений хрестом Симона Петлюри за участь у збройній боротьбі за державність України під проводом головного отамана Симона Петлюри 1917–1921 рр (№3180).

### Освіта
У серпні 1918 року вступає до Середньої Кооперативної Школи ім. Головчанського, але покидає навчання у зв'язку з повстанням проти Скоропадського в листопаді 1918 року і початку служби в Армії УНР (Директорія).
Після приходу до влади більшовиків повертається до навчання в кооперативній школі, яка перейменована в Кооперативно-продовольчий технікум. Згодом вступає	до	Харківського університету (у той	час	був	перейменований на Академію теоретичних знань) на факультет міжнародних відносин, але швидко переводиться в Сільськогосподарський інститут. Як колишній вояк Армії УНР, був позбавлений	виборчих прав.

### "У пазурах большевицьких тиранів"
Після закінчення навчання в	інституті працював керівником Сільськогосподарської школи інтегрального типу. З початком колективізації переходить на роботу в Український	науково-дослідницький інститут прикладної ботаніки. Згодом Піддубного призначають на Опорний Пункт Інституту біля села Прогноїв на Кінбурнській косі. У 1932 році Піддубному було відмовлено в отриманні хлібної картки і паспорта, але навчившись робити фальшиві документи, деякий час	працює агрономом на Донбасі. У 1933 році працює на Центральній Експериментальній Станції Рослинництва. Побоюючись арешту, виїжджає працювати в росію за Урал і лише на початку 1941 року повертається до Харкова.

### Під час Другої світової війни
Під час окупації міста Харкова німецькими військами Піддубний працює в Обласній земельній управі, а згодом керівником агрошколи в околицях Харкова. 11 серпня 1943 року Піддубний залишає Слобожанщину. З відступом німців з Харкова, Іван Піддубний переїжджає до Львова, де працює в повітовій філії товариства "Сільський господар". Оскільки на	початку 1944 року радянська армія вступає	в Галичину, він	втікає з родиною на захід.

### Еміграція
Перебуваючи	в таборі для переміщених	осіб біля Відня, Піддубний уклав угоду з "Українським видавництвом" на написання роботи про життя в радянській Україні. Саме цю роботу "У колгоспному ярмі", згодом надіслав на	конкурс	до "Осередку" у	Вінніпезі. Весною 1949 року емігрує до США. В еміграції стає одним із засновників Української	революційно-демократичної партії. У 1969 році видає у Вінніпезі свої спогади "Слідами життя". Іван Піддубний помер 30 вересня 1985 року на 89 році життя і похований на українському Цвинтарі святого Андрія у Саут-Баунд-Бруку, США.

## Родина
На момент смерті 30 вересня 1985 року залишилась дружина Олена та донька Інна. Інна була заміжня за А. Стратичаком. Піддубний мав двох онуків — Марту і Олександра.

## Вшанування пам'яті
- Розпорядженням Харківської обласної військової адміністрації № 514 В від 26.07.2024 «Про перейменування об'єктів топонімії населених пунктів Харківського району Харківської області» вулицю В'ятську в селі Липці, перейменували на честь Івана Піддубного[9].